# Non bis in idem
Non bis in idem (с лат. — «Не дважды за одно и то же») — принцип прав человека и уголовного права, согласно которому не должно быть двух взысканий за одну провинность; в расширенном смысле — довольно и одного раза. Источник: формула римского права Non bis in idem (никто не должен дважды нести наказание за одно преступление).
Этот запрет вытекает также из принципов состязательности и равенства сторон в процессе, поскольку иное предоставляло бы обвинительной стороне неограниченное превосходство в доказывании своей позиции. Международный пакт о гражданских и политических правах гарантирует право на свободу от двойных взысканий; однако это не относится к судебному преследованию двумя разными государствами (если в соответствующем договоре о выдаче не выражен запрет).
Закреплен в статье 4 протокола № 7 к ЕКПЧ.